# Christian Nørgaard
 Der er flere personer med dette navn, se Christian Nørgaard (guitarist).
0
Christian Thers Nørgaard (født 10. marts 1994) er en professionel dansk fodboldspiller, der fra sommeren 2025 spiller for Arsenal F.C. Han har tidligere især spillet for Brøndby IF samt seks sæsoner i Brentford F.C. på den centrale midtbane. 
Nørgaard har spillet på flere danske ungdomslandshold, herunder U/17 ved FIFA U/17 World Cup 2011 samt U/21 ved EM 2015 samt EM 2017, inden han debuterede på A-landsholdet i efteråret 2020.

## Klubkarriere

### Lyngby BK
Han nåede en enkelt kamp for klubbens førstehold i sin periode i klubben.

### Hamburg SV
I HSV spillede Nørgaard fra 2012 til 2013, dog uden at få kampe på klubbens førstehold.

### Brøndby IF
Han skiftede til Brøndby IF den 21. august 2013.
Christian fik sit gennembrud i Brøndby IF, hvor han tilbragte fem år.  I sin tid i Brøndby arbejdede han med og blev underskrevet af Brentford F.C.'s senere cheftræner Thomas Frank - der var cheftræner fra 2013 til 2016. Han vandt DBU Pokalen  og sluttede som nummer to i Superligaen to gange i sin tid i Brøndby.

### ACF Fiorentina
Den 19. juli 2018 blev det offentliggjort, at Nørgaard skiftede til italienske ACF Fiorentina. Han skrev under på en fireårig kontrakt gældende frem til sommeren 2022. I en selskabsmeddelse fra Brøndby blev det bekendtgjort, at prisen var omkring 26 millioner kroner.

### Brentford
Opholdet i Fiorentina blev dog ikke nogen succes, så året efter, 28. maj 2019, blev det offentliggjort, at Nørgaard skiftede til Brentford F.C.
Han underskrev en fireårig kontrakt med option på et ekstra år. Prisen var omkring 26 millioner kroner ifølge Transfermarkt. Han blev hentet til af cheftræner Thomas Frank, som han også havde i Brøndby IF.
I Brentford fik Nørgaard succes og endte som holdets anfører.

### Arsenal
Efter seks succesrige sæsoner i Brentford skiftede Nørgaard i sommeren 2025 til en anden London-klub, Arsenal F.C., hvor han havde mulighed for at spille med i Champions League. Han fik en kontrakt på to år med mulighed for ét års forlængelse.

## Landshold
Han har optrådt adskillige gange på de danske ungdomslandshold, især U/17-, U/19- og U/21-landsholdene..
Christian Nørgaard debuterede 8. september 2020 for det danske A-landshold, da han spillede 73 minutter i Nations League-kampen mod England. Han blev kåret til kampens spiller for sin flotte præstation i kampen, der endte 0-0.
Han var med i Danmarks trup til EM-slutrunden 2020 (afholdt i 2021) og blev skiftet ind i fem af Danmarks kampe.

## Titler
DBU Pokalen 2017-18